# Lijst van staatshoofden van Griekenland
Dit is een Lijst van Griekse staatshoofden vanaf 1821 tot heden.

## Staatshoofden van Griekenland (1828-heden)

### Eerste Helleense Republiek(1828-1833)
De eerste Griekse president George Konduriottes (1828-1833) wordt nergens genoemd in de Griekse geschiedenisboeken. Dit heeft te maken met zijn Albanese achtergrond.
| Gouverneur | Gouverneur                          | Ambtstermijn    | Ambtstermijn    | Opmerking(en)                                                                  |
| ---------- | ----------------------------------- | --------------- | --------------- | ------------------------------------------------------------------------------ |
|            | Ioannis Kapodistrias (1776-1831)    | 24 januari 1828 | 9 oktober 1831  | Vermoord in 1831.                                                              |
|            | Augustinos Kapodistrias (1778-1857) | 9 oktober 1831  | 9 april 1832    | President van een de tijdelijke Regeringsraad.                                 |
|            | Regeringsraad                       | 9 april 1832    | 2 februari 1833 | Collectief leiderschap in aanloop naar de vestiging van een stabiele regering. |

### Koninkrijk Griekenland(1833-1924)

#### Huis Wittelsbach(1832-1862)
| Monarch | Monarch          | Regeringsperiode | Regeringsperiode | Opmerking(en)                                                             |
| ------- | ---------------- | ---------------- | ---------------- | ------------------------------------------------------------------------- |
|         | Otto (1815-1867) | 6 februari 1833  | 23 oktober 1862  | Tot 13 juni 1835 samen met een Regeringsraad.. In 1862 werd Otto afgezet. |
|         | Regeringsraad    | 23 oktober 1862  | 30 maart 1863    | Regeringsraad in aanloop na het aanstellen van een nieuwe koning.         |

#### Huis Glücksburg(1863-1924)
| Monarch | Monarch                   | Regeringsperiode | Regeringsperiode | Opmerking(en)                                                                       |
| ------- | ------------------------- | ---------------- | ---------------- | ----------------------------------------------------------------------------------- |
|         | George I (1845-1913)      | 30 maart 1863    | 18 maart 1913    | Vermoord in 1913.                                                                   |
|         | Constantijn I (1868-1923) | 18 maart 1913    | 11 juni 1917     | Ging in ballingschap en trad in 1917 af ten faveure van zijn tweede zoon Alexander. |
|         | Alexander (1893-1920)     | 11 juni 1917     | 25 oktober 1920  | In functie gestorven, na de beet van een aap.                                       |

Na de dood van Alexander was er een probleem rondom zijn opvolging. De regering van Eleftherios Venizelos gaf de voorkeur aan Alexanders' jongere broer Paul, maar die weigerde omdat hij niet zijn vader Constantijn en zijn oudere broer George wilde passeren. De regering stelde daarom een tijdelijke regent aan tot de kwestie definitief was opgelost.
| Regent | Regent                                    | Periode          | Periode          | Opmerking(en)                                                                   |
| ------ | ----------------------------------------- | ---------------- | ---------------- | ------------------------------------------------------------------------------- |
|        | Admiraal Pavlos Koundouriotis (1855-1935) | 25 oktober 1920  | 17 november 1920 | Trad af na het verlies van de partij van Venizelos bij de verkiezingen in 1920. |
|        | Koningin-moeder Olga (1851-1926)          | 17 november 1920 | 19 december 1920 |                                                                                 |

De nieuwe regering hield een volksraadpleging en deze stemde in grote meerderheid voor de terugkeer van Koning Constantijn I.
| Monarch | Monarch                   | Regeringsperiode  | Regeringsperiode  | Opmerking(en                                                              |
| ------- | ------------------------- | ----------------- | ----------------- | ------------------------------------------------------------------------- |
|         | Constantijn I (1868-1923) | 19 december 1920  | 27 september 1922 | Trad opnieuw af na het verlies van de Grieks-Turkse Oorlog.               |
|         | George II (1890-1947)     | 27 september 1922 | 25 maart 1924     | In ballingschap gestuurd op 19 december 1923 en afgezet op 25 maart 1924. |

### Tweede Helleense Republiek(1924-1935)
| President | President                                 | Ambtstermijn     | Ambtstermijn     | Opmerking(en)                                                                                            |
| --------- | ----------------------------------------- | ---------------- | ---------------- | --- |
|           | Admiraal Pavlos Koundouriotis (1855-1935) | 25 maart 1924    | 15 maart 1926    | Gekozen door het parlement, maar trad af na een staatsgreep van Generaal Pangalos.                       |
|           | Generaal Theodoros Pangalos (1878-1952)   | 15 maart 1926    | 24 augustus 1926 | Militaire dictatuur zelfbenoemde president werd afgezet door minister Georgios Kondylis.                 |
|           | Admiraal Pavlos Koundouriotis (1855-1935) | 24 augustus 1926 | 9 december 1929  | Werd weer aan de macht geholpen door Kondylis, en herkozen in 1929. Trad uiteindelijk af vanwege ziekte. |
|           | Alexandros Zaimis (1855-1936)             | 9 december 1929  | 10 oktober 1935  | Afgezet door een militaire opstand.                                                                      |

### Koninkrijk Griekenland(1935-1973)
| Regent | Regent                        | Ambtstermijn    | Ambtstermijn     | Opmerking(en)                                                                   |
| ------ | ----------------------------- | --------------- | ---------------- | ------------------------------------------------------------------------------- |
|        | Georgios Kondylis (1855-1936) | 10 oktober 1935 | 25 november 1935 | Benoemde zichzelf als regent in aanloop naar de terugkeer van Koning George II. |

#### Huis Glücksburg(1935-1973)
| Monarch | Monarch                    | Regeringsperiode | Regeringsperiode | Opmerking(en) |
| ------- | -------------------------- | ---------------- | ---------------- | --- |
|         | George II (1890-1947)      | 3 november 1935  | 1 april 1947     | Stierf kinderloos en werd opgevolgd door zijn broer Paul.                                                                                   |
|         | Paul (1901-1964)           | 1 april 1947     | 6 maart 1964     | Werd opgevolgd door zijn zoon Constantijn.                                                                                                  |
|         | Constantijn II (1940-2023) | 6 maart 1964     | 1 juni 1973      | Ging in ballingschap op 13 december 1967 nadat een contra-coup tegen het Kolonelsregime was mislukt. Deze grepen op 21 april 1967 de macht. |

### Kolonelsregime(1967-1974)
Het Kolonelsregime werd gevestigd door een coup die geleid werd door kolonel Georgios Papadopoulos op 21 april 1967. Koning Constantijn II ging in ballingschap en zijn constitutionele rol werd waargenomen door een regent die door de junta werd benoemd.
| Regent | Regent                                    | Ambtstermijn     | Ambtstermijn  | Opmerking(en) |
| ------ | ----------------------------------------- | ---------------- | ------------- | ------------- |
|        | Generaal Georgios Zoitakis (1910-1996)    | 13 december 1967 | 21 maart 1972 |               |
|        | Kolonel Georgios Papadopoulos (1919-1999) | 21 maart 1972    | 1 juni 1973   |               |

Op 1 juni 1973 schafte de junta de monarchie af en verving deze voor een Presidentiële republiek.
| President | President                                 | Ambtstermijn     | Ambtstermijn     | Opmerking(en) |
| --------- | ----------------------------------------- | ---------------- | ---------------- | --- |
|           | Kolonel Georgios Papadopoulos (1919-1999) | 1 juni 1973      | 25 november 1973 | |
|           | Generaal Phaidon Gizikis (1917-1999)      | 25 november 1973 | 18 december 1974 | Werd aangesteld na een coup die geleid werd door brigadegeneraal Dimitrios Ioannidis. Gizikis bleef aan in de overgangsperiode na de val van het kolonelsregime. |

### Derde Helleense Republiek(sinds 1974)
Na de val van het Kolonelsregime werd de democratie hersteld. In een referendum op 8 december 1974 koos de bevolking voor de afschaffing van de monarchie en de vestiging van een Parlementaire republiek, met aan het hoofd een president.
| President | President                           | Ambtstermijn         | Ambtstermijn         | Opmerking(en)                                                           |
| --------- | ----------------------------------- | -------------------- | -------------------- | ----------------------------------------------------------------------- |
|           | Michail Stasinopoulos (1903-2002)   | 18 december 1974     | 19 juni 1975         | Tijdelijk aangesteld als president.                                     |
|           | Konstantinos Tsatsos (1899-1987)    | 19 juni 1975         | 15 mei 1980          |                                                                         |
|           | Konstantinos Karamanlis (1907-1998) | 15 mei 1980          | 10 maart 1985        | Eerste termijn.                                                         |
|           | Ioannis Alevras (1912-1995)         | 10 t/m 30 maart 1985 | 10 t/m 30 maart 1985 | Voorzitter van het parlement die functioneerde als tijdelijk president. |
|           | Christos Sartzetakis (1929-2022)    | 30 maart 1985        | 4 mei 1990           |                                                                         |
|           | Konstantinos Karamanlis (1907-1998) | 4 mei 1990           | 10 maart 1995        | Tweede termijn.                                                         |
|           | Kostis Stefanopoulos (1926-2016)    | 10 maart 1995        | 12 maart 2005        | Gekozen voor twee termijnen.                                            |
|           | Károlos Papúlias (1929-2021)        | 12 maart 2005        | 13 maart 2015        | Gekozen voor twee termijnen.                                            |
|           | Prokopis Pavlopoulos (1950)         | 13 maart 2015        | 13 maart 2020        |                                                                         |
|           | Katerina Sakellaropoulou (1956)     | 13 maart 2020        | 13 maart 2025        | Eerste vrouwelijke president van Griekenland.                           |
|           | Konstantinos Tasoulas (1959)        | 13 maart 2025        | heden                |                                                                         |